# Hatton II
 (juin 2024).
Hatton II, mort le 18 janvier 970, est un ecclésiastique du Saint-Empire romain germanique, archevêque de Mayence de 968 à 970.

## Biographie
Hatton est moine à l'abbaye de Fulda où il entre vers 927. Il en est élu abbé en 956 sous le nom de Hatton II. Il accompagne le roi de Francie orientale Otton Ier en Italie en 961-962 lorsque celui-ci se fait couronner empereur des Romains par le pape Jean XII.
En 968, au décès de l'archevêque Guillaume de Mayence, fils illégitime d'Otton Ier, qui s'opposait au souhait de son père de créer l'archevêché de Magdebourg, Otton fait élire Hatton II qui lui est loyal.
Pendant les deux années de son mandat, il fait construire l'église de Saint-Georges sur l'île de Reichenau, effectue de généreuses donations aux abbayes de Fulda et de Reichenau.

## Légende
Une célèbre légende décrit Hatton comme un dirigeant cruel et oppressif, qui avait refusé du blé aux pauvres et les avait fait brûler dans une grange en se moquant de leurs hurlements (« entendez-les couiner, les souris ») et qui a été puni en étant dévoré vivant par des souris - un événement qui serait supposé s'être déroulé dans la tour des Souris à Bingen. 
Cependant, il n'y a aucune preuve historique de la véracité de cette légende, et des récits similaires ont été attribués à divers autres dirigeants, tels qu'un des prédécesseurs de Hatton II à Mayence, l'archevêque Hatton Ier, ou le comte du château de Wörthschlössl en Bavière.
La référence de l'histoire à la demande de Hatton pour un tribut ou un péage (Maut en allemand) des navires passant par la tour, ainsi que son utilisation ultérieure comme tour de collecte des douanes, fournissent une origine étymologique suggérée pour son nom, avec Mautturm (tour de péage) devenant finalement Mäuseturm.